# Rafael Romero de Torres
Rafael Romero de Torres (Córdoba, 1865-Córdoba, 29 de julio de 1898) fue un pintor español. Hijo y hermano de pintores, murió prematuramente a los 33 años.

## Biografía
Hijo del pintor Rafael Romero Barros. Nace en Córdoba en 1865 y muere en esta misma ciudad en el año 1898. Desde muy joven demostraría su talento en la pintura. A los ocho años de edad ingresa en la Escuela provincial de Bellas Artes gracias a su padre que advirtió el gran talento que el pequeño poseía. 
Rafael creció en un ambiente cultural entre artistas, obras y el museo que dirigía su padre. Todo ello aunado en el recinto familiar el cual fue determinante para su desarrollo. Debido al talento que Rafael Romero de Torres desarrollaría con el paso de los años fue premiado con algunas becas, en primer lugar se le concedió en el año 1884, por parte de la Diputación de Córdoba, una beca para establecerse en Madrid en la Academia de San Fernando donde realizó estudios de escultura compaginado con la pintura. Colabora aquí junto con sus hermanos Enrique y Julio en las ilustraciones de la revista La Gran Vía. La estancia en la capital se vio alargada debido al éxito de Rafael con la adquisición de algunos premios, pero no dejó de visitar Córdoba cada vez que pudo. Todo su esfuerzo y éxito se vería reflejado en la segunda beca en 1885, gracias a la pintura Sin trabajo, que le fue concedida de nuevo por parte de la Diputación para establecerse en Roma durante un periodo de tres años, periodo que fue una etapa clave para su desarrollo. En Roma conoció a otros artistas españoles, como el escultor cordobés Mateo Inurria o el pintor burgalés Marceliano Santa María. Dicho pintor, en 1945, aún recordaba las tertulias con Rafael en el Café del Greco de Roma o la chocolatería «donde los españoles se sentaban a tomar café».

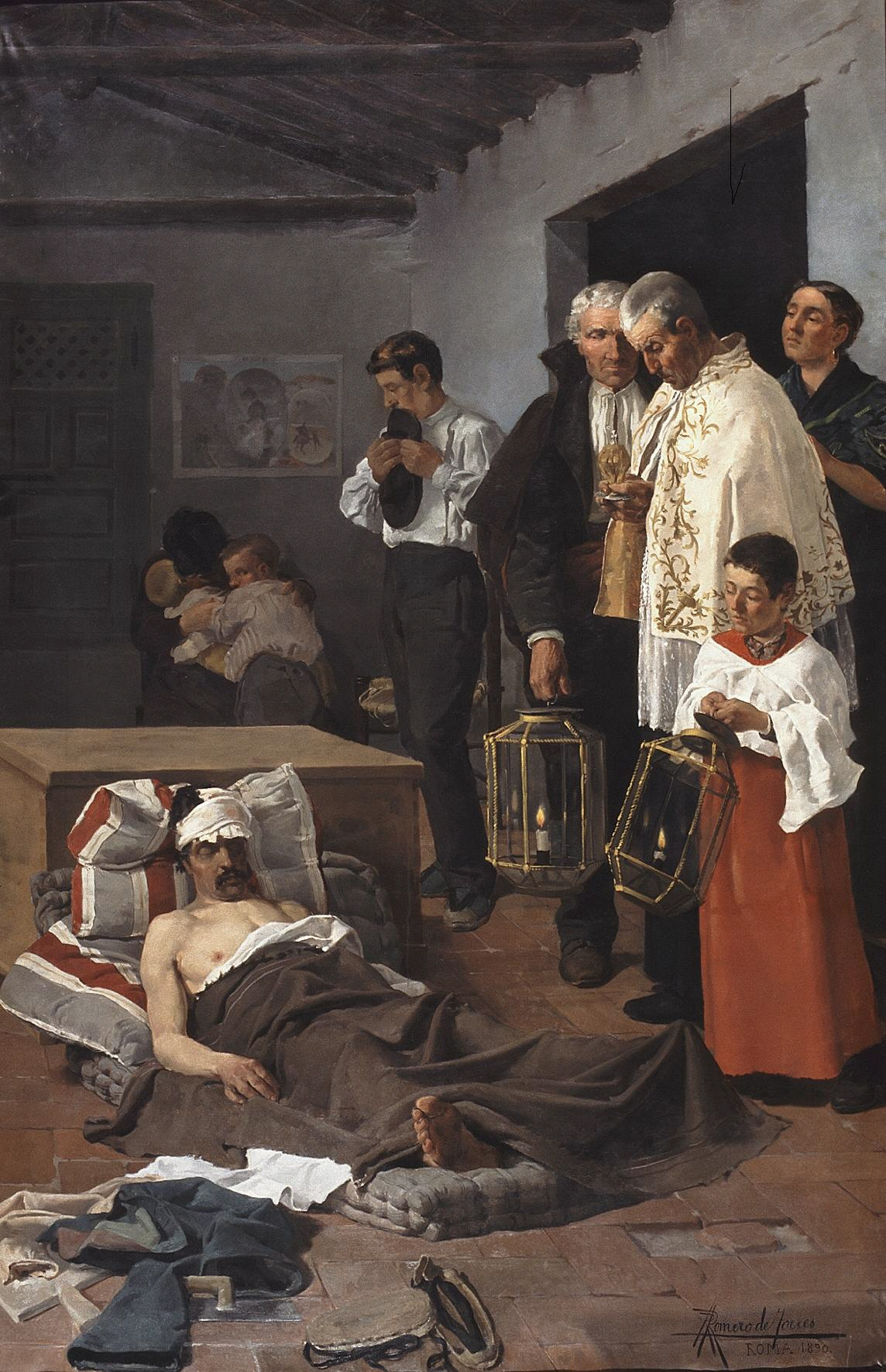
Albañil herido o Los últimos sacramentos (1890). Obra de tema social perteneciente a la trilogía de obras sociales realizadas por el artista.

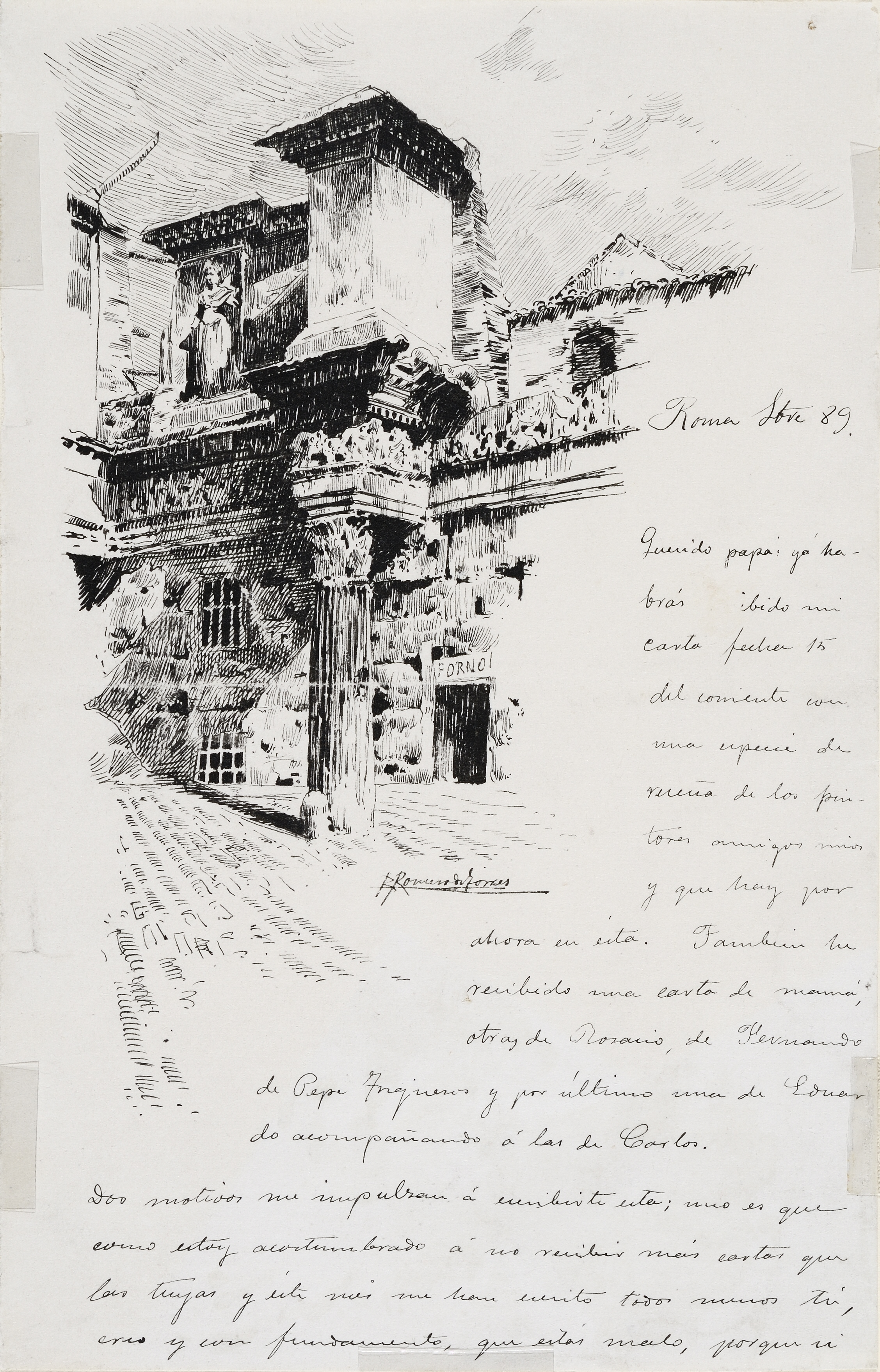
Carta ilustrada con dibujo de pórtico romano

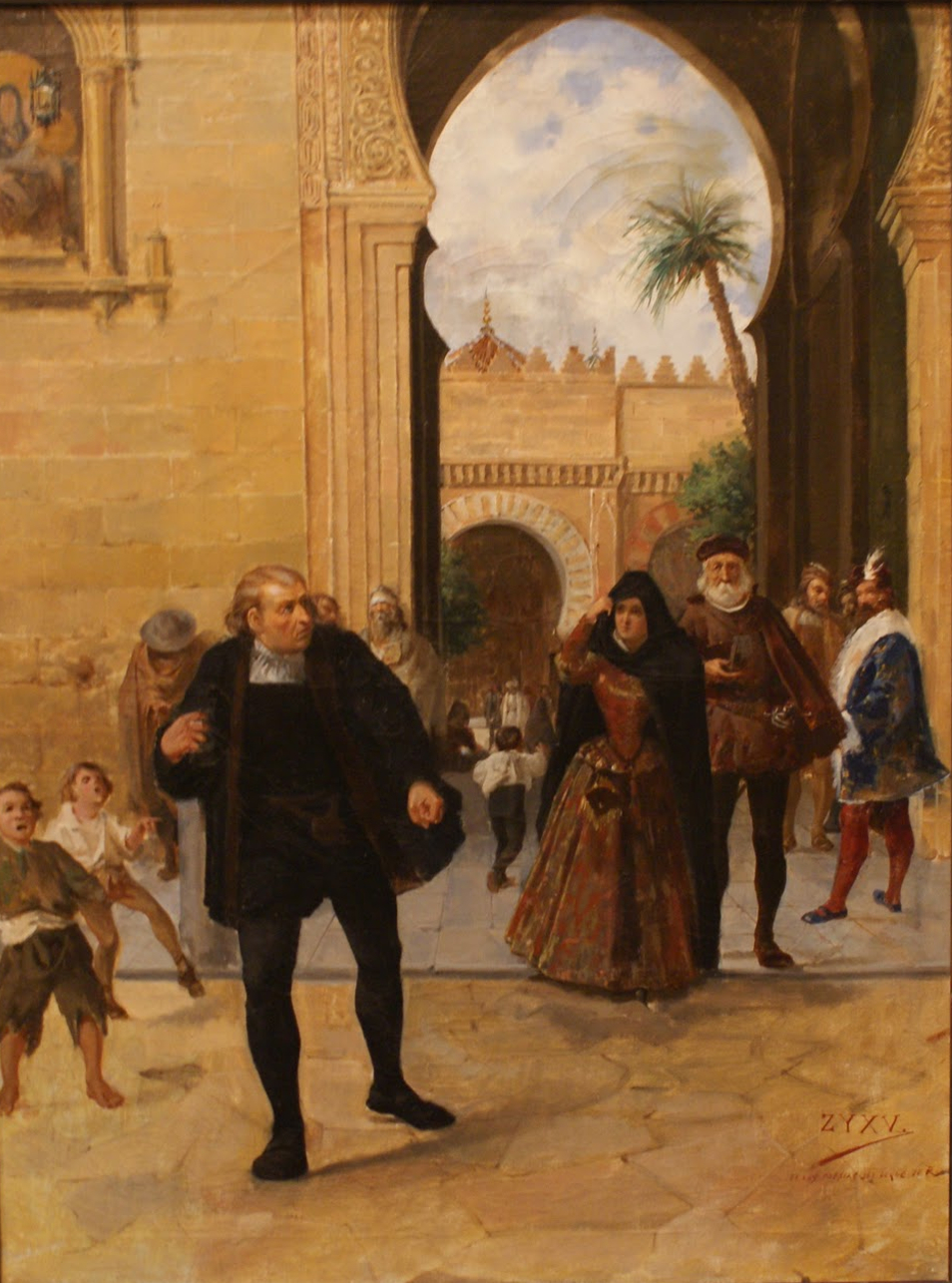
Cristóbal Colón saliendo de la Mezquita de Córdoba. La obra muestra al navegante durante su estancia en Córdoba, a donde se había desplazado en 1485 para buscar el apoyo de las Cortes de Castilla.

Tras estos años en Italia vuelve a España donde alterna residencia entre Madrid y Córdoba. Ricardo de Montis, conocido de la familia y amigo de Rafael, cuenta como Rafael era una persona de carácter alegre, con gracia y con soltura para socializar y con la guitarra, como cuando tocó junto con Gayarre, que le acompañaba con la voz dentro de la casa del pintor Madrazo. A su vuelta de Roma, cuenta de Montis, empezó a trabajar con gran ímpetu y se presentó a la Exposición Nacional del momento, la cual cambiaría su visión y le arrebataría la esperanza que el artista cordobés poseía. Según de Montis:

El jurado acordó concederle una segunda medalla; los amigos de Romero de Torres que supieron el fallo antes de que se publicara felicitaron al pintor cordobés por su triunfo, porque un triunfo era lograr tal recompensa en el primer concurso en que tomaba parte, pero sucedió lo que ocurre frecuentemente; pusiéronse en juego grandes influencias á favor de determinados artistas; había necesidad de adjudicar una segunda medalla á uno de ellos y todas estaban ya atribuidas. ¿Qué hacer en tal caso? ¡Bah! Muy sencillo; quitársela al que tuviera menos recomendaciones. Ese fue Rafael Romero, quien, por arte mágico, vio convertida su recompensa en una de tercer orden. Esa injusticia prodújole una impresión indescriptible; disipó sus ilusiones, mató sus esperanzas y ¿Por qué no decirlo? Le costó la vida.

Después de tal suceso, Rafael produciría obra para cubrir sus necesidades únicamente, ya que sus ganas por crecer como artista habían mermado y cada vez se encontraba con sus ilusiones más muertas. Fue en este momento cuando contrajo una enfermedad que le costó la vida. Su cuerpo se encuentra en el cementerio de San Rafael de su ciudad natal.

## Obra
La pintura de Rafael se nutre de las influencias de Córdoba, Madrid y Roma, pintura en que muestra un naturalismo pictórico interesado en la historia, como vemos en obras como La muerte de Cleopatra (Córdoba. Diputación Provincial. 1886)  o Colón saliendo de la Mezquita (Córdoba. Museo de Bellas Artes. 1892) . Pero pasando por estas obras de temática histórica y algunos retratos, veremos como la pintura de carácter social será la personal e importante del artista. Esto quedó definido en una trilogía que definió perfectamente la temática social : Sin trabajo (Córdoba. Diputación Provincial. 1888), Los últimos sacramentos (El albañil herido) (Córdoba. Museo de Bellas Artes. 1890) y Buscando Patria (Emigrantes a Bordo) (Museo Nacional del Prado. 1892). 
Además de pintor, cabe destacar su faceta como dibujante e ilustrador en publicaciones periódicas de la ciudad de Madrid y Córdoba. Su habilidad como pintor quedó reflejada en el uso de diversas técnicas recogidas en los dibujos que se conservan en el Museo de Bellas Artes de Córdoba contando también con las conocidas cartas ilustradas que manda a su familia desde Roma y Madrid donde reflejaba su faceta de retratista a la vez que también dejaba referencias arquitectónicas.